# Patrick Blanc
Patrick Blanc (* 3. června 1953) je francouzský botanik, vědec a umělecký designér. Stal se známým svým objevem vertikální zelené stěny zvané le mur végétal nebo vertical garden.

## Vědecká činnost
Věnuje vědecké činnosti už více než 30 let. Vystudoval Pierrovu univerzitu v Paříži, kde získal titul doktor věd. Od roku 1982 pracuje jako vědec v Národním centru vědeckého výzkumu ve Francii, kde se specializuje v oblasti rostlin subtropických lesů. Podnikl hodně významných cest. Na základě dlouholetých pozorování objevil inovovaný způsob pěstování rostlin bez použití půdy. Množství rostlin rostoucí na skalách, skalních převisech, větvích stromů. Půda tedy nepředstavuje nic víc, jen jakousi mechanickou oporu. Jen voda a minerály v ní obsažené jsou potřebné a spolu se světlem a oxidem uhličitým vytvářejí fotosyntézu. Toto zjištění podnítilo objev jeho zelené stěny, která je obrovským přínosem pro životní prostředí.

## Zelená stěna

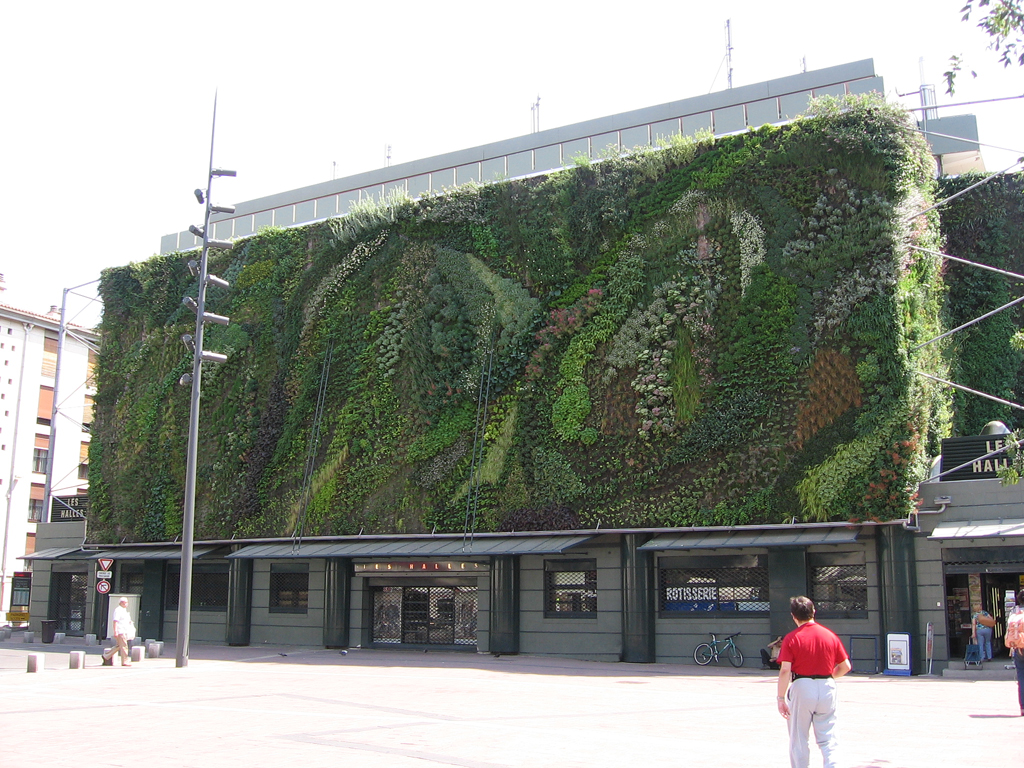
Zelená stěna v Halles, Avignon

Jím patentovaná zelená stěna se skládá ze tří části: z kovového rámu, PVC vrstvy a vrstvy plsti. Kovový rám může být zavěšený na stěnu, ale může stát také samostatně. Poskytuje tak prostor pro vzduchovou mezeru působící jako velmi efektivní tepelný a zvukový izolační systém. Do kovového rámu je pomocí nýtových spojů uchycená 1 cm hrubá PVC podložka. Zpevňuje celou konstrukci a činí ji voděodolnou. Rostliny se instalují na tuto vrstvu jako semínka nebo jako odrostlé rostliny. Celková váha takovéto stěny je menší jak 30 kg na m2.